# 고메스팔라시오

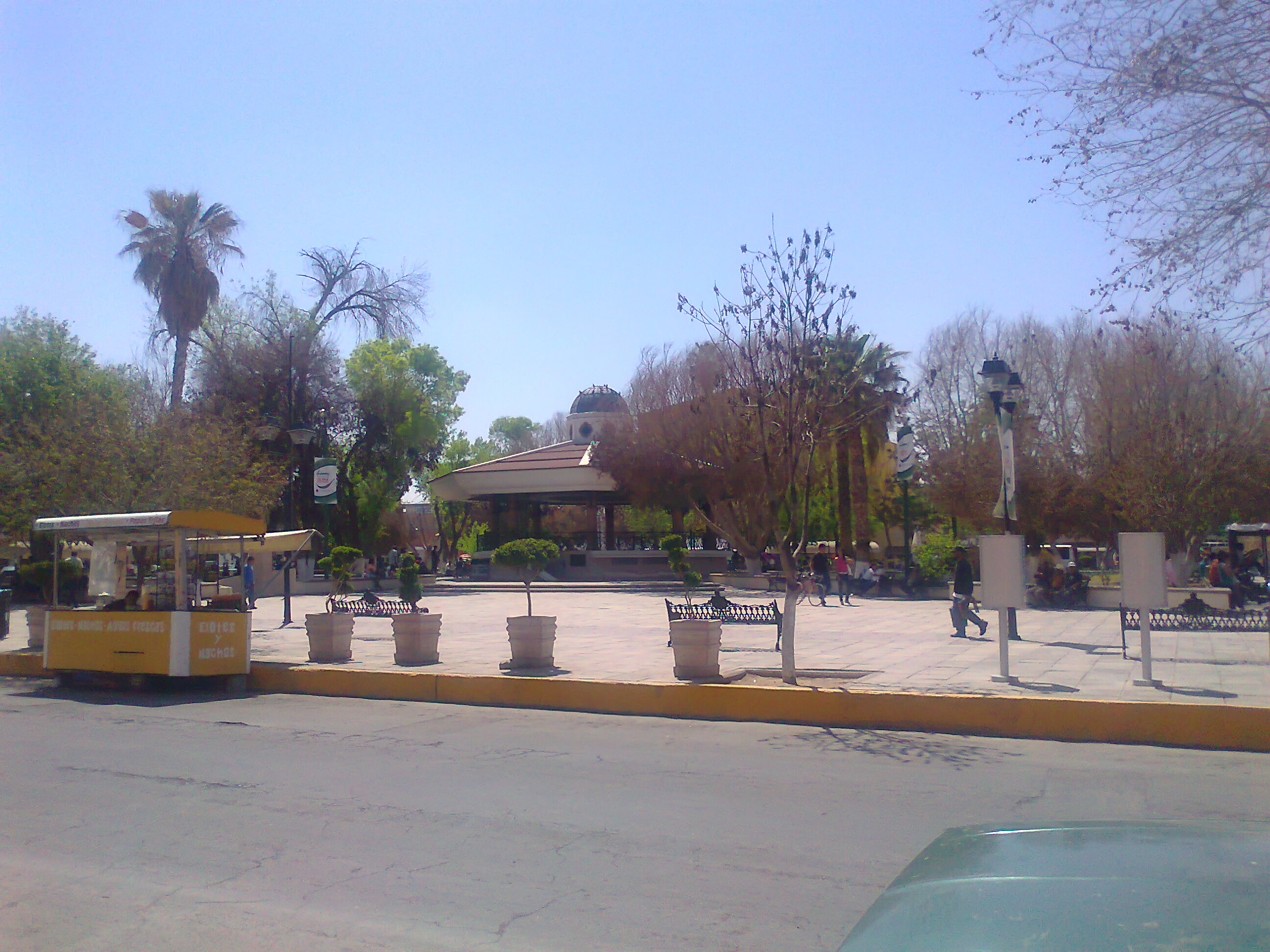
고메스팔라시오

고메스팔라시오(스페인어: Gómez Palacio)는 멕시코 두랑고주에 위치한 도시로 면적은 990.2km2, 인구는 975,892명(2010년 기준)이다. 코아우일라주와의 경계 지점에 위치한다.